# Leptinopterus elegans
Leptinopterus elegans es una especie de coleóptero de la familia Lucanidae.

## Distribución geográfica
Habita en Brasil.